# Betlan
Betlan és una entitat de població de Vielha e Mijaran i de l'entitat municipal descentralitzada d'Aubèrt e Betlan, a la Vall d'Aran. Està inclosa a l'Inventari del Patrimoni Arquitectònic de Catalunya.

## Descripció
El poble de Betlan, cap de l'antic municipi homònim del sector central de la Vall, es troba a 1041 m d'altitud, en un replà a la dreta de la Garona, voltat de camps de conreu i de prats. És un dels nuclis més petits de la Vall, amb 35 habitants el 2019. Les seves poques cases se situen al voltant d'una gran plaça tancada a ponent per l'església parroquial de Sant Pere, una de les més antigues construccions religioses de la vall, probablement del segle xi, molt desfigurada per afegitons i reformes posteriors, que conserva l'absis romànic.